# Први улов
Први улов (енгл. First Kill) америчка је телевизијска серија коју је створила Викторија Шваб за Netflix. Приказана је 10. јуна 2022. године. Темељи се на истоименој приповеци Швабове.

## Радња
Тинејџеркама Џулијет и Калиопи заљубљивање баш и није паметна идеја: једна је вампирица, а друга ловкиња на вампире... и обе су спремне на свој први улов.

## Улоге

### Главне
- Сара Кетрин Хук као Џулијет Фермонт
- Имани Луис као Калиопи „Кал” Бернс
- Елизабет Мичел као Марго
- Обин Вајз као Талија
- Грејси Дзини као Елинор
- Доминик Гудман као Аполо
- Филип Малингс Млађи као Тео
- Џејсон Р. Мур као Џек

### Споредне
- Вил Свенсон као Себастијан
- Џонас Дилан Ален као Бен Вилер
- као Тес Френклин
- Џозеф Д. Рајтман као Клејтон Кук
- Валнет Сантијаго као Кармен
- Поли Дрејпер као Давина Атвуд
- Дилан Макнамара као Оливер

## Епизоде
| Бр. еп. | Наслов                  | Редитељ        | Сценариста                      | Премијера                   |
| ------- | ----------------------- | -------------- | ------------------------------- | --------------------------- |
| 1       | Први пољубац            | Џет Вилкинсон  | Teleplay by : Викторија Шваб    | 10. јун 2022. 10. јун 2022. |
| 2       | Прва проливена кап крви | Џет Вилкинсон  | Викторија Шваб и Марк Хадис     | 10. јун 2022. 10. јун 2022. |
| 3       | Прва борба              | Ерик ла Сал    | Брајс Ахарт и Стефани Макфарлан | 10. јун 2022. 10. јун 2022. |
| 4       | Први састанак           | Ерик ла Сал    | Џој Блејк и Италоме Охикваре    | 10. јун 2022. 10. јун 2022. |
| 5       | Прва љубав              | Аманда Тапинг  | Мигел Нола                      | 10. јун 2022. 10. јун 2022. |
| 6       | Прво одвајање           | Аманда Тапинг  | Марк Хадис                      | 10. јун 2022. 10. јун 2022. |
| 7       | Први опроштај           | Џон Т. Кречмер | Џој Блејк                       | 10. јун 2022. 10. јун 2022. |
| 8       | Прва издаја             | Салим Акил     | Фелиша Д. Хендерсон             | 10. јун 2022. 10. јун 2022. |